# Anagnóstis Monarchídis
Anagnóstis Monarchídis (grec moderne : Αναγνώστης Μοναρχίδης), né en 1777 sur Psara et mort en 1865 ou 1866, était un homme politique grec qui participa à la guerre d'indépendance grecque.
Il fut membre de l'Assemblée nationale d'Épidaure en 1822 puis de celle d'Astros l'année suivante.
Il fut ensuite le premier nomarque d'Étolie-Acarnanie puis il fut nomarque d'Achaïe-Élide. 
Il fut aussi président du Parlement hellénique mis en place après le coup d'État du 3 septembre 1843. Il fut nommé au Sénat du royaume de Grèce en juin 1844.

## Sources
- (el) Parlement grec, Μητρώο Πληρεξουσίων, Γερουσαστών και Βουλευτών. 1822-1935, Athènes, Parlement grec,‎ 1986, 159 p. (lire en ligne) [PDF]